# Chrysotaenia protrusilinea
Chrysotaenia protrusilinea är en fjärilsart som beskrevs av Louis Beethoven Prout 1916. Chrysotaenia protrusilinea ingår i släktet Chrysotaenia och familjen mätare. Inga underarter finns listade i Catalogue of Life.